# Le Monde
Le Monde és un diari vespertí francès fundat per Hubert Beuve-Méry el 1944. És el diari de pagament més llegit a França (2,87 milions de lectors el 2022).
A partir dels anys 2000 Le Monde va permetre als seus subscriptors publicar un bloc al seu lloc web. Aquests blocs es van anomenar les blogs abonnées du Monde.fr. El 10 d'abril de 2019, Le Monde va anunciar que tancaria la seva plataforma de blocs el 5 de juny de 2019. Tot i que els motius del tancament dels blocs no eren clars, es podria relacionar amb el domini de les xarxes socials com Facebook.

## Història
La primera entrega de Le Monde va aparèixer el 18 de desembre del 1944. El 19 de desembre només tenia una sola pàgina. Le Monde succeeix el diari Le Temps, del qual recupera el format i la presentació. El general Charles de Gaulle és un element motor d'aquesta presentació de Hubert Beuve-Méry, el qual va crear una societat de responsabilitat limitada amb un capital de 200.000 francs repartits en 200 accions. El fundador maldà per mantenir la independència econòmica i editorial del diari.
El 1951 es va crear la Societat de redactors, que des de 1968 fou una de les dues societats d'empleats i d'executius. Els assalariats del diari mantenien l'ocupació central dins la gestió rotativa. L'any 80 i 90 el diari va patir dificultats financeres. El 1994 va canviar el seu estatut de SARL pel de societat anònima amb un directori i un consell de vigilància.
Des de 1985, la primera plana del diari mostrava una caricatura d'actualitat dibuixada sovint per Plantu. L'arribada de Plantu, que va publicar íntegrament un reportatge d'acusació al president dels Estats Units Bill Clinton en el cas Lewinsky, va sorprendre uns quants lectors. No obstant això, altres van trobar aquesta publicació molt interessant, ja que posava en evidència el caràcter conservador i moralista de la justícia americana.
L'any 2009 una editorial del diari va criticar la fanfarroneria del president de la república francesa, Nicolas Sarkozy. Diverses publicacions controlades per empresaris, amics personals del president (Vincent Bolloré, Arnaud Lagardère i Bernard Arnault), van deixar d'utilitzar les impremtes de Le Monde. Mancat d'aquests importants ingressos, el diari va començar a cercar el suport dels seus accionistes, però BNP Paribas, el banc tradicional del diari, el deixà a l'estacada. Al president del banc (Michel Pébereau) no li havia agradat que el diari el cités en una investigació sobre el capitalisme a la francesa. Així doncs, sense recursos ni ajuts econòmics, el diari es va posar a la venda i al final de 2010 va tenir lloc un punt d'inflexió històric: els periodistes del diari van deixar de ser els seus accionistes de referència i van passar a ser controlats per tres empresaris francesos (Pierre Bergé, mort el 2017, Xavier Niel i Matthieu Pigasse), amb una Societat de cartera anomenada Le Monde libre (LML).
El 15 de desembre de 2010, els nous propietaris destituïren el director de la publicació (Éric Fottorino) per divergències amb l'accionariat, i nomenaren en lloc seu, i de forma interina, Louis Dreyfus. El 7 de febrer de 2011, el consell de supervisió del grup Le Monde nomenà Érik Izraelewicz com a redactor en cap i director del rotatiu, decisió que es ratificà el 10 de febrer amb un 74% dels vots dels periodistes.
El 2020 l'anomenat pôle d'indépendance, (format bàsicament per periodistes, lectors, quadres, empleats i accionistes minoritaris) controlava el 25,4% del capital de l'editora del diari i el 72,5% en poder de LML, amb Xavier Niel, Matthieu Pigasse i el grup Prisa. A l'abril del 2021 les accions de Xavier Niel van ser transferides a un fons de dotació (Fons per l'independència de la premsa), estatutàriament inaccessibles, per no ser venudes a un nou accionista sense l'aval del Pol d'independència.
Poc després de fer els setanta-cinc anys, el gener del 2020 Le Monde i les altres capçaleres del grup (Télérama, L'Obs, La Vie, Courrier International) van inaugurar una nova seu al 13è districte de París, davant del Sena i al costat de l'estació d'Austerlitz, un paral·lelepípede de 23.000 m², set plantes i un auditori per a dos-centes persones. L'edifici va ser dissenyat per l'estudi d'arquitectura noruec Snøhetta, responsables entre d'altres de l'Òpera d'Oslo, en col·laboració amb la firma francesa SRA.

## Direcció
| - Hubert Beuve-Méry (1944-1969) - Jacques Fauvet (1969-1981) - Claude Julien (1981-1982) - André Laurens (1982-1985) - André Fontaine (1985-1991) - Jacques Lesourne (1991-1994) - Jean-Marie Colombani (1994-2007) - Pierre Jeantet (juny 2007 – febrer 2008) | - Éric Fottorino (febrer 2008 – desembre 2010) - Louis Dreyfus (interí) (desembre 2010 – 10 febrer 2011) - Erik Izraelewicz (10 febrer 2011 – novembre 2012) - Alain Frachon (interí) (novembre 2012 - març 2013) - Nathalie Nougayrède (març 2013 – maig 2014) - Gilles van Kote (interí) (maig 2014 - maig 2015) - Jérôme Fenoglio (juny 2015 – actualitat) |

## Redacció en cap
| - Bruno Frappat (1991-1994) - Noël Bergeroux (1994-1996) - Edwy Plenel (1996-2004) - Gérard Courtois (2004-2006) - Éric Fottorino (2006 – setembre 2007) - Alain Frachon (setembre 2007 – 17 gener 2010) - Sylvie Kauffmann (18 gener 2010 – juny 2011) | - Érik Izraelewicz (juny 2011 – 27 novembre 2012) - Alain Frachon (interí) (30 novembre 2012 – març 2013) - Natalie Nougayrède (març 2013 – maig 2014) - Jérôme Fenoglio (maig 2014 – juny 2015) - Luc Bronner (juny 2015 - desembre 2020) - Caroline Monnot (gener 2021 -) |

## Política
El 1981, Le Monde va donar suport a l'elecció del socialista François Mitterrand, en part sobre la base que l'alternança al govern seria beneficiosa per al caràcter democràtic de l'estat. El diari va donar suport al candidat de centredreta Édouard Balladur a les eleccions presidencials de 1995, i Ségolène Royal, la candidata del Partit Socialista, a les eleccions presidencials de 2007.
Segons els investigadors de l'Arxiu Mitrokhin (nom en clau de la KGB VESTNIK, "missatger") va ser la via clau de la KGB per a la desinformació soviètica als mitjans francesos. L'arxiu va identificar dos grans periodistes i uns quants col·laboradors que van ser utilitzats en les operacions.
Michel Legris, un antic periodista del diari, va escriure Le Monde tel qu'il est ('Le Monde tal com és') el 1976. Segons ell, el diari va minimitzar les atrocitats que van cometre els Khmers rojos cambodjans.
En el seu llibre de 2003 titulat La Face cachée du Monde ('La cara oculta de Le Monde'), els autors Pierre Péan i Philippe Cohen van al·legar que Colombani i l'aleshores editor Edwy Plenel havien mostrat, entre altres coses, un biaix partidista i s'havien compromès a tractes que comprometien la independència del diari. També acusava el diari de danyar perillosament l'autoritat de l'estat francès en haver revelat uns quants escàndols polítics (sobretot els escàndols de corrupció al voltant de Jacques Chirac, l'afer dels irlandesos de Vincennes i l'enfonsament d'un vaixell de Greenpeace, el Rainbow Warrior, per part dels francesos). intel·ligència sota el president François Mitterrand). Aquest llibre roman controvertit, però va atreure molt l'atenció i la cobertura mediàtica a França i a tot el món en el moment de la publicació. Arran d'una demanda, els autors i l'editorial van acordar l'any 2004 no procedir a cap reimpressió.

## Història de circulació recent
| Any              | 1999    | 2000    | 2001    | 2002    | 2003    | 2004    | 2005    | 2006    | 2007    | 2008    | 2009    | 2010    | 2011    | 2012    | 2013    | 2014    | 2015    | 2016    |
| ---------------- | ------- | ------- | ------- | ------- | ------- | ------- | ------- | ------- | ------- | ------- | ------- | ------- | ------- | ------- | ------- | ------- | ------- | ------- |
| Circulació total | 390.840 | 392.772 | 405.983 | 407.085 | 389.249 | 371.803 | 360.610 | 350.039 | 358.655 | 340.131 | 323.039 | 319.022 | 325.295 | 318.236 | 303.432 | 298.529 | 292.054 | 289.555 |

| 2017    | 2018    | 2019    | 2020    |
| ------- | ------- | ------- | ------- |
| 301.528 | 302.624 | 325.565 | 393.109 |